# Système judiciaire du Brésil
 (mai 2024).
Le système judiciaire du Brésil regroupe les entités publiques désignées par la constitution brésilienne pour exercer les fonctions judiciaires du pays.

## Fondement constitutionnel
Le gouvernement fédéral du Brésil est défini par la constitution de 1988 qui met en place une séparation tripartite des pouvoirs entre les branches législative, exécutive et judiciaire de l'État. En plus de cela, le pays dispose également d'un ministère public qui agit de manière autonome et qui a été dans le passé considéré comme la quatrième branche constitutionnelle du pays.
En termes de compétence, la principale division se situe entre la justice commune (en portugais : Justiça Comum) et la justice spécialisée (Justiça Especializada).
La justice commune, composée de juges fédéraux et de juges des États (ainsi que du juge du District fédéral), traite la plupart des affaires civiles et pénales. La justice spécialisée, composée quant à elle des juges électoraux, militaires et du travail, traite des dossiers plus spécialisés qui ont également leurs propres procédures spécifiques.
L'article 92 de la Constitution divise le pouvoir judiciaire en neuf organes :
- le Tribunal suprême fédérale (Supremo Tribunal Federal ou « STF ») ;
- le Conseil national de justice (Conselho Nacional de Justiça ou « CNJ ») ;
- le Tribunal supérieur de justice (pt) (Superior Tribunal de Justiça ou « STJ ») ;
- le Tribunal supérieur du travail (Tribunal Superior do Trabalho ou « TST ») ;
- les tribunaux fédéraux régionaux (Tribunais Regionais Federais ou « TRF ») et les juges fédéraux ;
- les tribunaux et les juges du travail ;
- les tribunaux et juges électoraux ;
- les tribunaux et juges militaires ; et
- les tribunaux et les juges des États, du District fédéral et des territoires.

Il n'existe pas d'organisation judiciaire au niveau communal.

## Conseil national de la justice
Créé par l'amendement constitutionnel n°45 de 2004, également connu sous le nom d'amendement sur la réforme judiciaire, le Conseil national de la justice (Conselho Nacional de Justiça) a pour objet exprès de contrôler le fonctionnement administratif et financier du pouvoir judiciaire ainsi que l'accomplissement des fonctions des différents juges.
Ses devoirs constitutionnels sont de veiller à l'autonomie du pouvoir judiciaire et au maintien du statut de la magistrature, veiller à ce que les principes constitutionnels de légalité, d'impersonnalité, de moralité, de publicité et d'efficacité soient respectés par l'administration publique, définir les aspects de l'administration interne du pouvoir judiciaire, recevoir les plaintes contre les membres du pouvoir judiciaire et examiner les procédures disciplinaires contre eux.
L'antécédent historique du conseil est le Conseil national de la magistrature (Conselho Nacional da Magistratura), créé en 1975, avec des pouvoirs correctionnels sur les membres des tribunaux brésiliens, sans toutefois véritablement interférer dans l'autonomie du pouvoir judiciaire. Des tentatives visant à accroître ce contrôle se sont répétées lors de l'Assemblée constitutionnelle de 1988, sans succès, puis à nouveau en 1992, dans le cadre d'une plus grande campagne en faveur d'une réforme judiciaire. Ce contrôle est finalement accru douze ans plus tard.

## Cours fédérales

### Tribunal suprême fédéral
|                      | État                          | État | Fédéral                        | Fédéral |
| -------------------- | ----------------------------- | ---- | ------------------------------ | ------- |
| Tribunaux supérieurs |                               | 0    | Tribunal suprême fédéral STF   | 1       |
| Tribunaux supérieurs | Tribunaux supérieurs fédéraux | 0    | 4                              |         |
| Justice commune      | Tribunal de justice           | 27   | Tribunaux régionaux fédéraux   | 6       |
| Justice spécialisée  | Tribunal de justice militaire | 3    | Tribunaux régionaux éléctoraux | 27      |
| Justice spécialisée  | Tribunal de justice militaire | 3    | Tribunaux régionaux du travail | 24      |
| Total                |                               | 30   |                                | 62      |

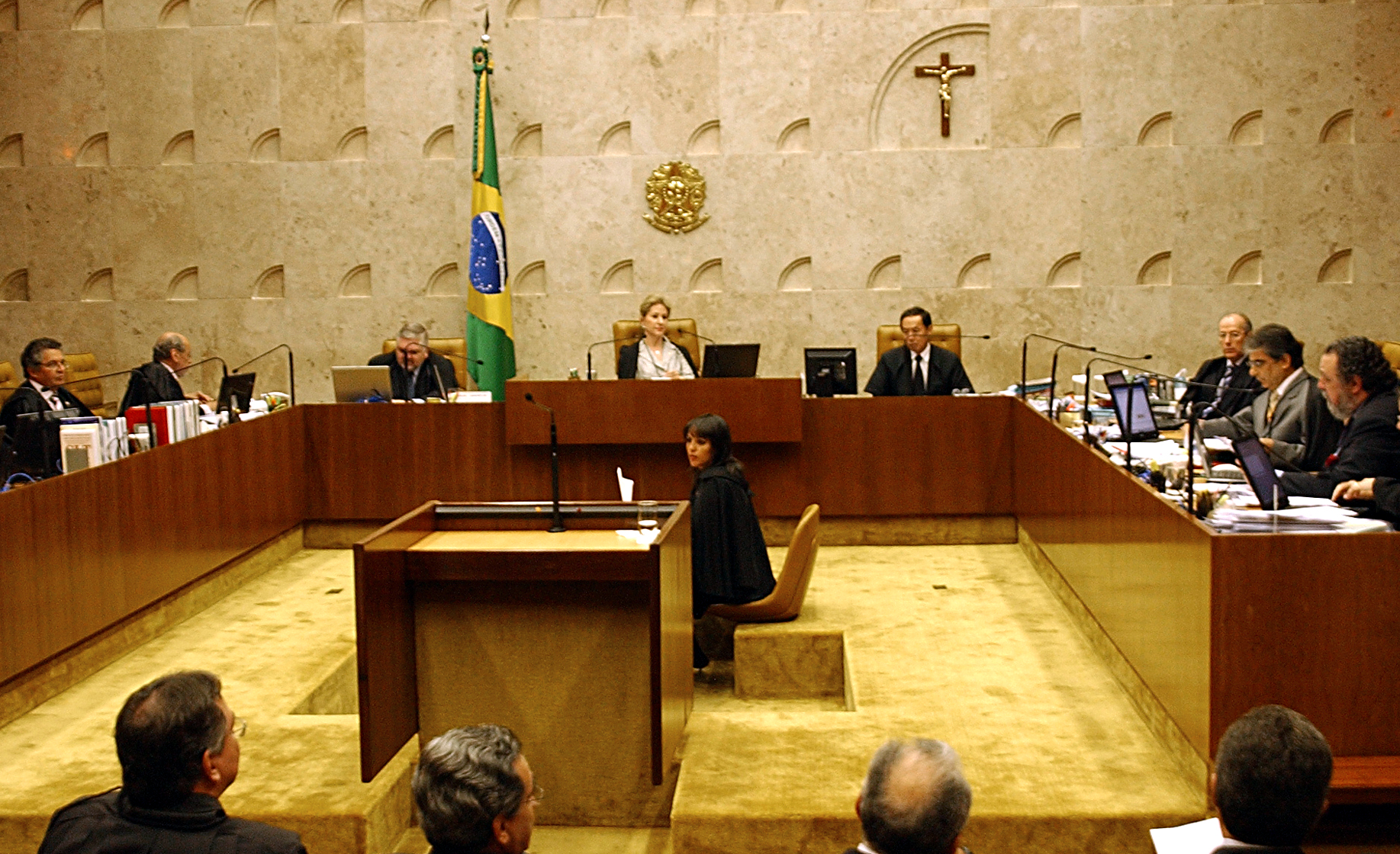
Tribunal suprême fédéral du Brésil

Le Tribunal suprême fédéral (Supremo Tribunal Federal) est l'organe suprême du système judiciaire brésilien. Sa principale responsabilité est de servir de gardien ultime de la Constitution brésilienne, avec les pouvoirs d'une cour constitutionnelle. Il est composé de onze membres.
Ses membres sont choisis parmi des citoyens âgés de 35 à 65 ans, jouissant d'une réputation irréprochable et de connaissances juridiques remarquables, nommés par le Président, après examen et approbation du Sénat.
La compétence du Tribunal est définie par la constitution et est divisée en deux groupes : les questions de compétence de première instance et les questions de compétence d'appel. La différence est de savoir si le procès débute devant le tribunal lui-même ou atteint le tribunal par le biais d'un appel.
Les cas de compétence de première instance sont : les recours directs en inconstitutionnalité (Ação Direta de Inconstitucionalidade) ; les recours en déclaration de constitutionnalité (Ação Declaratória de Constitutionalidade); les cas de privilège de for (foro privilegiado) ; les affaires entre un État étranger ou une organisation internationale et le gouvernement fédéral brésilien, ses États, le district fédéral et les territoires, ou simplement entre les unités fédératives internes elles-mêmes et le gouvernement fédéral ; les demandes d'extradition; les mandats d'injonction contre des entités fédérales; et d'autres cas spécifiques liés au pouvoir judiciaire et au maintien de l'autorité du Tribunal.
Sa compétence d'appel comprend : les appels ordinaires des décisions des tribunaux supérieurs ; les appels extraordinaires (recurso extraordinário) des décisions des cours d'appel qui violent la constitution, déclarent inconstitutionnelle une loi fédérale ou impliquent des conflits entre la loi fédérale et les lois des États et des communes ; 

### Tribunaux supérieurs fédéraux
Il existe quatre tribunaux supérieurs fédéraux, le Tribunal supérieur de justice (STJ), le Tribunal supérieur électoral (TSE), le Tribunal supérieur du travail (TST) et le Tribunal supérieur militaire.

#### Tribunal supérieur de justice
Le Tribunal supérieur de justice (pt) (Superior Tribunal de Justiça) est le plus haut tribunal brésilien pour les questions non constitutionnelles concernant les tribunaux ordinaires des États et fédéraux, traitant principalement des questions de justice commune. Sa responsabilité est d'uniformiser l'interprétation du niveau fédéral sur le territoire du pays.
Pour atteindre cet objectif, le Tribunal dispose d'un pouvoir de recours spécial (recurso especial) dans les cas où un jugement rendu par un tribunal de deuxième instance entre en conflit avec une disposition fédérale ou lorsque deux ou plusieurs tribunaux de deuxième instance statuent différemment sur la même loi fédérale.
Le Tribunal supérieur de justice joue également un rôle dans le jugement des délits de droit commun commis par certains fonctionnaires qui se voient accorder le statut spécial de « privilégié de for » défini par la loi pour s'appliquer aux gouverneurs des États, aux juges des cours d'appel et à certains autres postes de rang supérieur dans la fonction publique brésilienne, qui évitent les tribunaux de première instance et sont jugés exclusivement par le Tribunal supérieur, lequel est également responsable de l'habeas corpus et des autres recours déposés par ces fonctionnaires.
Il est composé de 33 membres, nommés par le Président du Brésil parmi trois choix proposés par le Tribunal lui-même. Les membres potentiels doivent être approuvés par le Sénat avant leur nomination effective. Ces membres doivent provenir de milieux différents, un tiers doit être issu des cours d'appels fédérales, un tiers des cours d'appels des États et enfin le dernier tiers, du ministère public.

#### Tribunal électoral supérieur
Le système électoral brésilien est contrôlé par le pouvoir judiciaire du pays, en particulier par les tribunaux électoraux régionaux (Tribunais Regionais Eleitorais), le Tribunal électoral supérieur (Tribunal Superior Eleitoral) et les juges électoraux. Le système électoral ne dispose pas de sa propre magistrature, les juges sont issus d'autres tribunaux.
Le Tribunal électoral supérieur est composé de sept membres, trois choisis parmi les ministres du Tribunal suprême fédéral, deux par les membres du Tribunal supérieur de justice (pt) et deux choisis parmi des avocats proposés par le Tribunal suprême fédéral et nommés par le Président du Brésil. Sa compétence concerne l'enregistrement des partis politiques brésiliens, l'organisation des circonscriptions électorales, le maintien de son autorité et de sa juridiction d'appel sur les décisions des tribunaux régionaux.

#### Tribunal supérieur du travail
En 1923, le Conseil national du travail (Conselho Nacional do Trabalho) est créé en tant que subdivision du ministère de l'Agriculture, de l'Industrie et du Commerce. En tant que tel, il faisait à l'origine partie du pouvoir exécutif plutôt que du pouvoir judiciaire. En 1946, une réforme le transforme en Tribunal supérieur du travail (Tribunal Superior do Trabalho).
Basé à Brasilia, le Tribunal supérieur du travail est la plus haute juridiction en matière de justice du travail. Il est composé de 27 membres, nommés par le Président du Brésil après approbation du Sénat brésilien, dont un cinquième doivent être des avocats ou des membres du ministère public, le reste étant composé de juges du travail. Sa compétence comprend les recours contre les affaires déjà portées devant les tribunaux régionaux du travail et les affaires concernant sa propre compétence et le maintien de son autorité.

#### Tribunal supérieur militaire
Le système de justice militaire est divisé entre la justice militaire fédérale et la justice militaire des États, la première étant chargée des affaires concernant les forces armées brésiliennes.
La première instance de la justice militaire fédérale sont les Conseils de justice, formés par un juge militaire et quatre officiers, dont les positions et le grade dépendent de l'accusé. Les conseils sont répartis entre des Conseils spéciaux, ayant juridiction sur les officiers et des Conseils permanents, avec juridiction sur les militaires du rang (Praças).
La deuxième instance de la justice militaire fédérale est le Tribunal supérieur militaire (Superior Tribunal Militar), qui fait office de cour d'appel pour les conseils de justice ainsi que pour les appels spécifiques de la deuxième instance de la justice militaire des États.

### Tribunaux et juges régionaux fédéraux
Il existe cinq tribunaux régionaux fédéraux (Tribunal Regional Federal), couvrant chacun plusieurs États brésiliens. Ils sont établis par les articles 107 et 108 de la Constitution. Avec les juges fédéraux (juizes federais), les tribunaux régionaux fédéraux constituent les tribunaux fédéraux du Brésil.
Chaque tribunal fédéral régional compte au moins sept juges de deuxième instance, nommés par le Président, recrutés de préférence dans la région et dont au moins un cinquième parmi des avocats ayant au moins dix ans d'expérience.
Le tribunal régional sert principalement de cour d'appel pour les affaires des juges de la région, dont la compétence est définie dans les articles 108 et 109 de la Constitution brésilienne :
- Affaires dans lesquelles le gouvernement fédéral, ses agences ou entreprises ont un intérêt, à l'exception des faillites et des accidents du travail, qui relèvent de la compétence des États, et en respectant également la compétence spécifique des tribunaux du travail et des tribunaux électoraux, qui prévaut sur la compétence des tribunaux ordinaires fédéraux. ;
- Affaires impliquant des gouvernements étrangers ou une organisation publique internationale reconnue ;
- Crimes politiques ;
- Crimes contre l'organisation syndicale, y compris l'esclavage (tel que décidé en 2006 par le STF) ;
- Crimes commis à bord de navires ou d'aéronefs ;
- Les étrangers et les droits de la nationalité ;
- Droits des peuples autochtones.

En matière d'organisation interne, si les tribunaux régionaux impliquent plusieurs États, ils sont divisés en interne entre les États, chaque État ayant sa propre section, dont le siège est dans la capitale, avec des sous-sections définies par la loi réparties dans les villes de l'État.

### Tribunaux régionaux du travail et juges du travail
Le Tribunal supérieur du travail, les tribunaux régionaux du travail et les juges du travail composent le système général de justice du travail du Brésil, compétent pour la plupart des affaires en droit du travail, y compris les affaires collectives concernant les syndicats. Ils n'ont toutefois aucune compétence sur les fonctionnaires, sauf dans des cas spécifiques au niveau municipal et sur les employés des entreprises nationalisées, comme Petrobras et Correios.
La première instance est composée des juges du travail, organisés en tribunaux du travail spécifiques (Varas do Trabalho), présent dans la plupart des grandes villes, avec compétence pour recevoir la plupart des plaintes des travailleurs individuels, souvent sans avoir besoin d'un avocat, et également pour juger les questions administratives liées au droit du travail. Exceptionnellement, lorsqu'il n'existe pas de tribunal du travail, les affaires de droit du travail peuvent être soumises au juge local.
La deuxième instance est composée des tribunaux régionaux du travail, organisés dans 22 régions du pays, la plupart d'entre eux relevant d'un État spécifique. Ces tribunaux ont compétence pour connaître des réclamations collectives au niveau de l'État et ont également compétence en appel pour les affaires traitées par les juges locaux.
Les tribunaux régionaux du travail sont composés d'au moins sept juges, officieusement nommés Desembargador, recrutés de préférence dans la région et dont un cinquième doivent être des avocats ayant au moins dix ans d'expérience ou des membres du ministère public du Travail, à l'instar des autres tribunaux régionaux. Ils sont nommés par le Président du Brésil avec l'approbation du Sénat brésilien.

### Tribunaux et juges électoraux
Les tribunaux régionaux sont répartis dans les capitales des États du pays. Chaque tribunal est composé de sept juges, deux étant choisis parmi les tribunaux d'État de deuxième instance, deux autres par les tribunaux d'État parmi les juges de première instance, dont un juge du tribunal fédéral régional dont le siège est dans la capitale de l'État, ou à défaut, un juge fédéral. Les deux derniers juges sont nommés parmi six avocats aux connaissances juridiques notables proposés par le tribunal local de l'État.
Ces tribunaux ont compétence sur le registre des répertoires municipaux et étatiques des partis politiques brésiliens, des candidats aux postes de gouverneur, de vice-gouverneur et de membres du Congrès fédéral et local, les tribunaux organisent les commissions électorales locales, désignant leur siège et leur juridiction, ont le devoir de maintenir leur autorité avec une disposition permettant de faire appel à l'aide fédérale, et également de servir de cour d'appel aux jugements rendus par les juges électoraux.
Les juges électoraux sont les juges de première instance de l'État et du District fédéral, leur compétence consiste à traiter et à juger les délits de droit commun et électoraux, à l'exception de ceux de la compétence des tribunaux supérieurs ou régionaux, à délivrer les cartes d'identité électorales et à accorder le transfert électoral ainsi qu'à prendre des mesures pour prévenir les actions illicites pendant les élections.
Enfin, les commissions électorales sont composées d'un juge, qui fait office de président de la commission, et de deux à quatre citoyens jouissant d'une réputation honnête. Ces commissions sont chargées de résoudre les problèmes et incidents liés au décompte des voix et de délivrer des diplômes aux candidats élus aux élections municipales.

## Tribunaux d'État

### Tribunaux de justice

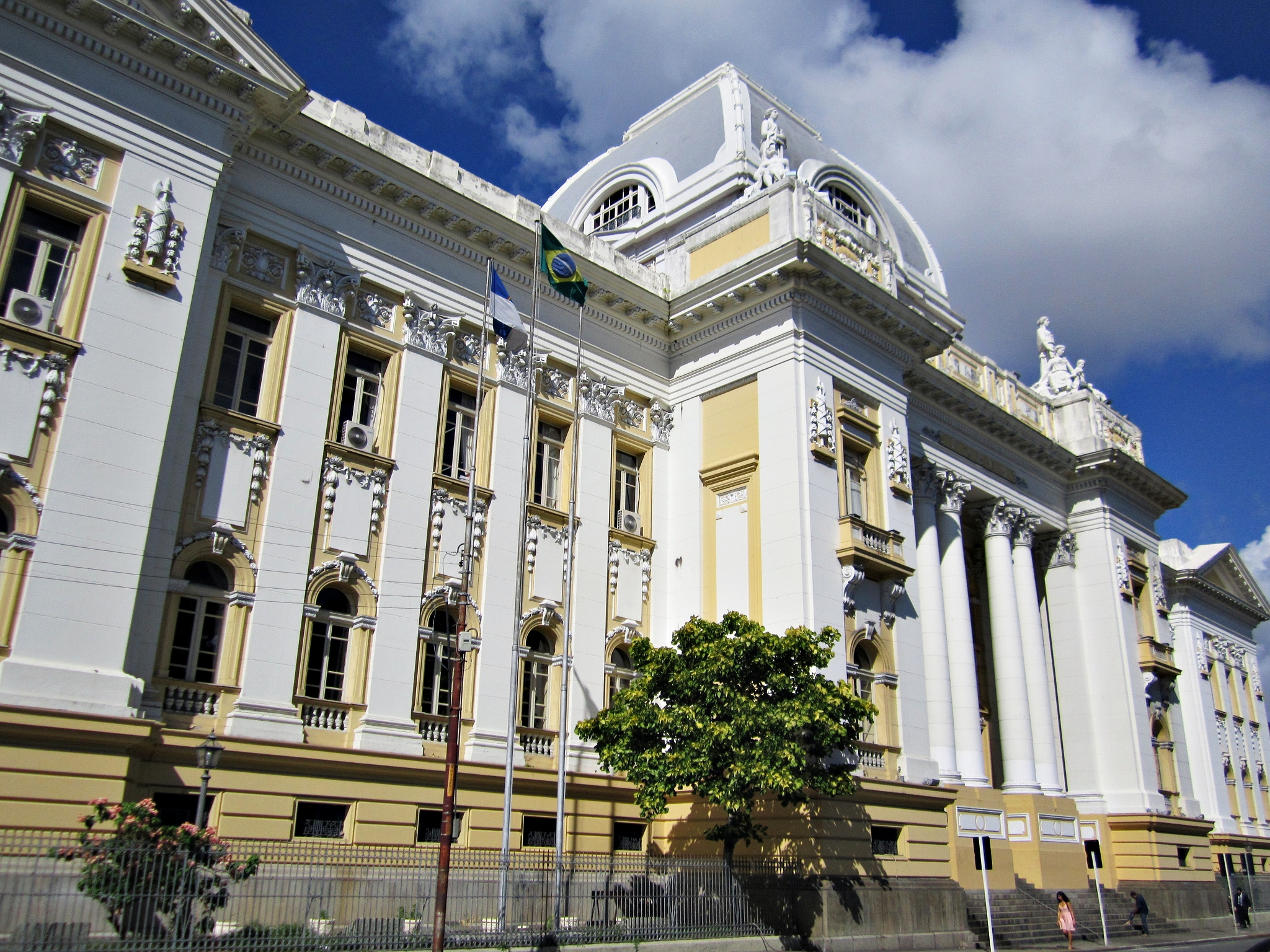
Tribunal de justice de Pernambouc

La plus haute juridiction du système judiciaire d'un État est le Tribunal de Justice (Tribunal de Justiça). Il existe 27 tribunaux de justice, un par État brésilien, dont le siège est dans la capitale de l'État, fonctionnant principalement comme une cour d'appel, et un dans la capitale fédérale. Les jugements de deuxième instance sont généralement rendus par trois juges, appelés desembargadores, mais dans des cas spécifiques, la décision peut être prise par un seul juge. Les grands tribunaux sont généralement divisés en différentes sections, spécialisées par matière.

### Tribunaux et juges militaires
Le système de justice militaire de l'État a compétence sur les forces auxiliaires, composées de la police militaire et du corps des pompiers militaires des États.
La justice militaire de l'État est organisée au niveau de l'État, la première instance présentant quelques particularités quant au grade et au poste des officiers, les forces auxiliaires n'ayant pas de généraux, et la deuxième instance étant soit un tribunal de justice militaire d'instance de l'État soit une instance spécifique au sein du tribunal de justice ordinaire de l'État.

### Tribunaux et juges des États, districts fédéraux et territoires

#### Les tribunaux de première instance
Chaque territoire de l'État est divisé en districts judiciaires (comarca), qui sont composés d'une ou plusieurs communes. Chaque district judiciaire compte au moins un tribunal de première instance (Vara). Dans les grands districts judiciaires comportant deux ou plusieurs tribunaux de première instance, il peut exister des tribunaux des petites créances ainsi que des tribunaux spécialisés par matière, comme les tribunaux traitant exclusivement des affaires pénales ou du contentieux familial. Les jugements des tribunaux de première instance peuvent faire l'objet d'un contrôle juridictionnel à la suite d'appels devant les tribunaux de justice.
Chaque tribunal de première instance dispose d'un juge et peut avoir un juge suppléant. Le juge tranche seul dans les affaires civiles et la plupart des affaires pénales. Cependant, seul un jury est compétent pour connaître des crimes volontaires contre la vie (meurtre, tentative de meurtre, infanticide, avortement et incitation à avorter, incitation et aide au suicide).